# غريس دالي
غريس دالي (بالإنجليزية: Grace Daley)‏ مواليد 26 يونيو 1978 في ميامي، هي لاعبة كرة سلة أمريكية معتزلة. بدأت مسيرتها الاحترافية في سنة 2000. تم اختيارها من قبل فريق مينيسوتا لينكس خلال الدرافت. يبلغ طولها 5 قدم 6 بوصة (1.7 م). اعتزلت اللعب في 2003.

## المسيرة الاحترافية
لعبت مع مينيسوتا لينكس في سنة 2000، ثم لعبت مع نيويورك ليبرتي في سنة 2001، ثم لعبت مع هيوستن كومتز في سنة 2002، ثم لعبت مع فينيكس ميركوري في سنة 2003.

## روابط خارجية
- غريس دالي على موقع الاتحاد الوطني لكرة السلة النسائية (الإنجليزية)
- غريس دالي على موقع كرة السلة الأوروبية.كوم (الإنجليزية)
- غريس دالي على موقع كلية كرة السلة في سبورتس رفرنس.كوم (الإنجليزية)
- غريس دالي على موقع بروبوليرز (الإنجليزية)
- غريس دالي على موقع سبورتس رفرنس (الإنجليزية)